# Дисцелія зональна
Дисцелія зональна (Discoelius zonalis) — вид комах з родини Vespidae. Корисний ентомофаг.

## Морфологічні ознаки
Струнка чорна оса. Жовтий колір розвинутий у обох статей тільки на наличнику та вузьких перев'язках на першому і другому сегментах черевця. Від близьких видів відрізняється мандибулами, які розширюються до гори. Довжина тіла — 9-16 мм.режим збереження популяцій та заходи з охорони Необхідно зберігати біотопи, сприятливі для існування виду, скоротити вирубку старих дерев.

## Поширення
Транспалеарктичний вид. В Україні зустрічається скрізь, але в степовій зоні переважно в байрачних та заплавних лісах.

## Особливості біології
Дендробіонт. На рік дає 2 генерації. Літає протягом усього теплого періоду року. Самиці гніздяться в порожнинах ходів личинок комах-ксилофагів. Гнізда розділяються на комірки перегородками із частково пережованих вирізок листків. Для личинок заготовляє гусінь ямкочервоних молей або личинок пильщиків. Імаго — антофіли. Зимує в гнізді на стадії передлялечки.

## Загрози та охорона
Загрози: санітарні вирубки лісу і застосування пестицидів для знищення шкідників лісу і садів.
Вид заселює штучні гніздові конструкції типу вуликів Фабру.